# Liste des stations membres de PBS
 (mars 2024).
Le contenu est difficilement compréhensible vu les erreurs de traduction, qui sont peut-être dues à l'utilisation d'un logiciel de traduction automatique.
 (mars 2024).
Cet article consiste en une liste des stations de télévision membres du Public Broadcasting Service, un réseau de chaînes de télévision éducatives à but non lucratif aux États-Unis. La liste est classée en fonction de l'ordre alphabétique des États et de la ville de licence de la station et est suivie, entre parenthèses, de la zone de marché désignée (lorsqu'elle est différente de la ville de licence). Le numéro de chaîne annoncé de la station suit les lettres d'appel. Dans la majorité des cas, il s'agit de leur numéro de canal virtuel .

## Alabama
- Télévision publique de l'Alabama (APT PBS) – diffusion simultanée dans tout l'État sur neuf stations :
  - Birmingham – WBIQ10
  - Démopole – WIIQ 41
  - Dozier – WDIQ2
  - Florence – WFIQ36
  - Huntsville – WHIQ25
  - Louisville – GTIQ 43
  - Mobile – WEIQ 42
  - Montgomery – WAIQ 26
  - Mont Cheaha – WCIQ 7

## Alaska
- Alaska Public Media – diffusion simultanée dans tout l'État sur trois stations :
  - Anchorage – KAKM 7
  - Béthel – KYUK-LD 15
  - Juneau – KTOO-DT3
  - Fairbanks – KUAC-TV 9

## Arizona
- Phénix – KAET 8 (Arizona PBS)
- Tucson – KUAT-TV 6 (PBS 6)
- Tucson – KUAS-TV 27 (satellite de KUAT-TV)

## Arkansas
- Arkansas PBS – diffusion simultanée dans tout l'État sur six stations :
  - Arkadelphia – KTG 9
  - Eldorado – KETZ 12
  - Fayetteville – KAFT13
  - Jonesboro – KTEJ19
  - Little Rock – KETS2
  - Mountain View – KEMV 6

## Californie
- Eureka – KEET 13 (PBS Côte Nord)
- Fresno – KVPT 18 (Vallée PBS)
- Huntington Beach (Los Angeles) – KOCE-TV 50 (PBS SoCal)
- Los Angeles – KCET 28 (PBS SoCal Plus)
- Los Angeles – KLCS58
- Redding (Chico) – KIXE-TV 9
- Sacramento – KVIE 6
- San Bernardino (Los Angeles) – KVCR-DT 24 (Empire KVCR)
- San Diego - KPBS 15
- Région de la baie de San Francisco
  - Cotati – KRCB 22 (Médias publics de Californie du Nord)
  - San Francisco – KQED 9
    - Watsonville (Salinas - Monterey) – KQET 25 (satellite de KQED)

  - San José – KQEH 54 (KQED Plus)

## Colorado
- Broomfield (Denver) – KBDI-TV 12 (PBS 12)
- Rocky Mountain PBS – diffusion simultanée dans tout l'État sur cinq stations :
  - Denver – KRMA-TV 6
  - Durango – KRMU20
  - Grand Jonction – KRMJ 18
  - Pueblo (Colorado Springs) – KTSC 8
  - Steamboat Springs – KRMZ 24

## Connecticut
- Télévision publique du Connecticut (CPTV) – diffusion simultanée dans tout l'État sur quatre stations :
  - Hartford – MEDH 24
  - New Haven – WEDY 65
  - Norwich – MERCREDI 53
  - Stamford – WEDW 49

## Delaware
- Wilmington, Delaware (Philadelphie, Pennsylvanie) – WHYY-TV 12
  - Seaford – WDPB 64 (satellite de POURQUOI-TV)

## Washington DC
- WETA-TV 26
- WHUT-TV 32 (station ATSC 3.0) / WJLA-TV (diffusion simultanée ATSC 1.0)

## Floride
- Fort Myers (Naples) – WGCU 30
- Gainesville – WUFT 5
- Jacksonville – WJCT 7 (Jax PBS)
- Miami – WLRN-TV 17
- Orlando – WUCF-TV 24
- Pensacola – WSRE23
- PBS du sud de la Floride – diffusion simultanée régionale sur deux stations :
  - Boynton Beach – WXEL-TV 42
  - Miami – WPBT2
- Tallahassee – WFSU-TV 11
  - Panama City – WFSG 56 (satellite de WFSU-TV)
- Tampa – WEDU 3 / WEDQ 3.4

## Géorgie
- Atlanta – WABE-TV 30
- Georgia Public Broadcasting (GPB) – diffusion simultanée dans tout l'État sur neuf stations :
  - Athens (Atlanta) – WGTV 8
  - Chatsworth – WNGH-TV 18
  - Cochran (Mâcon) – WMUM-TV 29
  - Columbus – WJSP-TV 28
  - Dawson – WACS-TV 25
  - Pelham (Albany) – WABW-TV 14
  - Savane – WVAN-TV 9
  - Waycross – WXGA-TV 8
  - Troglodytes (Augusta) – WCES-TV 20

## Hawaii
- PBS Hawai'i – diffusion simultanée dans tout l'État sur deux stations :
  - Honolulu – KHET11
  - Wailuku – KMEB10

## Idaho
- Idaho Public Television – diffusion simultanée dans tout l'État sur cinq stations :
  - Boise – KAID 4
  - Coeur d'Alène – KCDT 26
  - Moscou – KUID 12
  - Pocatello – KISU 10
  - Chutes Twin – KIPT 13

## Illinois
- Charleston – WEIU-TV 51
- Chicago – WTTW 11
- Moline (Quad Cities, Illinois/Iowa) – WQPT 24
- Peoria – WTVP47
- Sud de l'Illinois
  - Carbondale – WSIU-TV 8
    - Olney – WUSI-TV 16 (satellite de WSIU-TV)

  - Jacksonville – CMSE 14
    - Macomb – WMEC 22 (satellite du WSEC)
    - Quincy – WQEC 27 (satellite du WSEC)
- Urbana – WILL-TV 12

## Indiana
- Bloomington – WTIU30
- Evansville – WNIN 9
- Fort Wayne – WFWA 39 (PBS Fort Wayne)
- Gary – WYIN 56 (Lakeshore PBS)
- Indianapolis – WFYI20
- Muncie – WIPB 49 (Ball State PBS)
- South Bend – WNIT 34 (Michiana PBS)
- Vincennes – WVUT 22 (Vincennes PBS)

## Iowa
- Iowa PBS – diffusion simultanée dans tout l'État sur neuf stations :
  - Council Bluffs (Omaha) – KBIN-TV 32
  - Davenport (Quad Cities, Illinois/Iowa) – KQIN 36
  - Des Moines – KDIN-TV 11
  - Fort Dodge – KTIN21
  - Iowa City – KIIN12
  - Mason City – KYIN24
  - Red Oak – KHIN 36
  - Sioux City – KSIN-TV 27
  - Waterloo – KRIN 32

## Kansas
- Smoky Hills PBS – diffusion simultanée régionale sur quatre stations :
  - Colby – KWKS19
  - Dodge City – KDCK21
  - Hays – KOOD 9
  - Lakin -KSWK 3
- Topeka – KTWU11
- Wichita – KPTS 8 (PBS Kansas)

## Kentucky
- Bowling Green – WKYU-TV 24 (WKU PBS)
- Kentucky Educational Television (KET) – diffusion simultanée dans tout l'État sur 16 stations :
  - Ashland – WKAS25
  - Bowling Green – WKGB-TV 53
  - Covington (Cincinnati, Ohio) – WCVN-TV 54
  - Elizabethtown – WKZT-TV 23
  - Hazard – WKHA 35
  - Lexington – WKLE46
  - Louisville – WKPC-TV 15
  - Louisville – WKMJ-TV 68 (diffuse le programme national PBS)
  - Madisonville – WKMA-TV 35
  - Morehead – WKMR 38
  - Murray – WKMU21
  - Owensboro – WKOH 31
  - Owenton -WKON 52
  - Paducah – WKPD 29
  - Pikeville – WKPI-TV 22
  - Somerset – WKSO-TV 29

## Louisiane
- Louisiana Public Broadcasting (LPB) – diffusion simultanée dans tout l'État sur six stations :
  - Alexandria – KLPA-TV 25
  - Bâton Rouge – WLPB-TV 27
  - Lafayette – KLPB-TV 24
  - Lake Charles – KLTL-TV 18
  - Monroe – KLTM-TV 13
  - Shreveport – KLTS-TV 24
- Nouvelle-Orléans – WYES-TV 12

## Maine
- Maine Public Broadcasting Network (MPBN) – diffusion simultanée dans tout l’État sur cinq stations :
  - Augusta -WCBB 10
  - Biddeford (Portland) – WMEA-TV 26
  - Calais – WMED-TV 13
  - Orono (Bangor) – WMEB-TV 12
  - Presque Isle – WMEM-TV 10

## Maryland
- Maryland Public Television (MPT) – diffusion simultanée dans tout l'État sur six stations :
  - Annapolis – WMPT22
  - Baltimore – WMPB 67
  - Frederick – WFPT 62
  - Hagerstown – WWPB 31
  - Oakland – WGPT 36
  - Salisbury – WCPB 28

On peut aussi voir une diffusion simultanée ATSC 3.0 de MPT via WNUV à Baltimore.

## Massachusetts
- Boston – WGBH-TV 2 / WGBX-TV 44 (GBH)
- Springfield – WGBY-TV 57 (médias publics de la Nouvelle-Angleterre)

## Michigan
- Bad Axe (Flint - Saginaw - Bay City) – WDCQ-TV 19 (Média public du Delta College)
- Télévision publique CMU – diffusion simultanée régionale sur quatre stations :
  - Alpena – WCML 6
  - Cadillac – WCMV27
  - Manistee – WCMW 21
  - Mont Pleasant – WCMU-TV 14
- Détroit – WTVS 56 (Télévision publique de Détroit)
- East Lansing – WKAR-TV 23
- Marquette – WNMU 13 (Télévision publique 13)
- WGVU Public Media – diffusion simultanée régionale sur deux stations :
  - Grand Rapids – WGVU-TV 35
  - Kalamazoo – WGVK 52

## Minnesota
- Austin (Rochester) – KSMQ-TV 15
- Crookston (East Grand Forks / Grand Forks) – KCGE-DT 16 (qui fait partie de Prairie Public Television, basée dans le Dakota du Nord)
- Lakeland PBS – diffusion simultanée régionale sur deux stations :
  - Bemidji – KAWE 9
  - Brainerd – KAWB22
- Pioneer PBS – diffusion simultanée régionale sur deux stations :
  - Appleton -KWCM-TV 10
  - Worthington – KSMN20
- Saint Paul (Minneapolis) – KTCA-TV 2 / KTCI-TV 2.3 (Twin Cities PBS)
- PBS Nord – diffusion simultanée régionale sur deux stations :
  - Duluth – WDSE 8
  - Hibbing – WRPT 31

## Mississippi
- Mississippi Public Broadcasting (MPB) – diffusion simultanée dans tout l'État sur huit stations :
  - Biloxi – WMAH-TV 19
  - Booneville – WMAE-TV 12
  - Bude – WMAU-TV 17
  - Greenwood – WMAO-TV 23
  - Jackson – WMPN-TV 29
  - Méridien – WMAW-TV 14
  - Université d’État du Mississippi – WMAB-TV 2
  - Oxford – WMAV-TV 18

## Missouri
- Kansas City – KCPT 19 (Kansas City PBS)
  - KMCI-TV (diffusion simultanée ATSC 3.0 de Kansas City PBS)
- Ozarks Public Television – diffusion simultanée régionale sur deux stations :
  - Joplin – KOZJ26
  - Springfield – KOZK21
- Saint-Louis – KETC 9 (neuf PBS)
- Sedalia (Colombie) – KMOS-TV 6

## Montana
- Montana PBS – diffusion simultanée dans tout l'État sur six stations :
  - Facturations – KBGS-TV 16
  - Bozeman -KUSM 9
  - Great Falls – KUGF-TV 21
  - Helena – KUHM-TV 10
  - Kalispell – KUKL-TV 46
  - Missoula – KUFM-TV 11

## Nebraska
- Nebraska Public Media – diffusion simultanée dans tout l'État sur neuf stations :
  - Alliance – KTNE-TV 13
  - Bassett – KMNE-TV 7
  - Hastings – KHNE-TV 29
  - Lexington – KLNE-TV 3
  - Lincoln – KUON-TV 12
  - Merriman – KRNE-TV 12
  - Norfolk – KXNE-TV 19
  - Platte Nord – KPNE-TV 9
  - Omaha – KYNE-TV 26

## Nevada
- Las Vegas – KLVX 10 (Vegas PBS)
- Reno – KNPB 5 (PBS Reno)

## New Hampshire
- New Hampshire PBS – diffusion simultanée dans tout l'État sur trois stations :
  - Durham – WENH-TV 11
  - Keene – WEKW-TV 11
  - Littleton – TV WLED 11

## New Jersey
- Newark (New York) – WNET 13 [1]
- NJ PBS – diffusion simultanée dans tout l'État sur quatre stations [2]:
  - Camden – WNJS23
  - Montclair – WNJN 50
  - New Brunswick – WNJB 58
  - Trenton – WNJT 52

## Nouveau Mexique
- Albuquerque – KNME-TV 5 (NM PBS)
  - Santa Fe – KNMD-TV 5 (NM PBS) (station ATSC 3.0)
- Las Cruces – KRWG-TV 22
- Portails – KENW 3

## New York
- Binghamton – WSKG-TV 46
  - Corning (Elmira) – WSKA 30 (satellite de WSKG-TV)
- Buffalo – WNED-TV 17 (Média public Buffalo-Toronto)
- Garden City (Long Island) – WLIW 21
- New York, New York - WNET 13
- Plattsburgh – WCFE-TV 57 (PBS de Mountain Lake)
- Rochester – WXXI-TV 21
- Schenectady (Albany) – WMHT 17
  - WCWN - (diffusion simultanée ATSC 3.0)
- Syracuse (Centre de New York) – WCNY-TV 24
- Watertown – WPBS-TV 16
  - Norwood – WNPI-DT 18 (satellite de WPBS-TV)

## Caroline du Nord
- Charlotte – WTVI 42 (PBS Charlotte)
- PBS Caroline du Nord (PBS NC) – diffusion simultanée dans tout l'État sur 12 stations :
  - Asheville – WUNF-TV 33
  - Canton – WUNW 27
  - Chapel Hill (Raleigh - Durham) – WUNC-TV 4
    - WNGT-CD (diffusion simultanée ATSC 3.0)

  - Concorde (Charlotte) – WUNG-TV 58
  - Edenton – WUND-TV 2
  - Greenville – WUNK-TV 25 (station ATSC 3.0)
  - Jacksonville – WUNM-TV 19
  - Linville – WUNE-TV 17
  - Lumberton – WUNU 31
  - Roanoke Rapids – WUNP-TV 36
  - Wilmington – WUNJ-TV 39
  - Winston-Salem – WUNL-TV 26

## Dakota du nord
- Prairie Public Television – diffusion simultanée dans tout l'État sur huit stations :
  - Bismarck – KBME-TV 3
  - Devils Lake – KMDE 25
  - Dickinson – KDSE 9
  - Ellendale – KJRE19
  - Fargo – KFME13
  - Grand Forks – KGFE2
  - Minot – KSRE6
  - Williston – KWSE 4

## Ohio
- Athens – WOUB-TV 20
  - Cambridge – WOUC-TV 44 (satellite de WOUB)
- Bowling Green – WBGU-TV 27
- Cincinnati – WCET 48
- Cleveland – WVIZ 25 (médias publics ideastream)
- Columbus – WOSU 34
- PBS Western Reserve – diffusion simultanée régionale sur deux stations :
  - Akron – WEAO 49
  - Youngstown – WNEO 45
- Think TV – diffusion simultanée régionale sur deux stations :
  - Dayton – GTTD 16
  - Oxford – WPTO14
- Toledo – WGTE-TV 30

## Oklahoma
- Oklahoma Educational Television Authority (OETA) – diffusion simultanée dans tout l'État sur quatre stations :
  - Cheyenne – KWET12
  - Eufaula – KOET 3
  - Oklahoma City – KETA-TV 13
  - Tulsa – KOED-TV 11

## Oregon
- Oregon Public Broadcasting (OPB) – diffusion simultanée dans tout l'État sur cinq stations :
  - Courber – KOAB-TV 3
  - Corvallis – KOAC-TV 7
  - Eugène – KEPB-TV 28
  - La Grande – KTVR 13
  - Portland – KOPB-TV 10
    - KPDX - (diffusion simultanée ATSC 3.0)
- PBS du sud de l'Oregon – diffusion simultanée régionale sur deux stations :
  - Klamath Falls – KFTS 22
  - Medford -KSYS 8

## Pennsylvanie
- Allentown - WLVT-TV 39 (PBS39)
- Clearfield (Altoona - Johnstown) – WPSU-TV 3
- Érié – WQLN 54
- Harrisburg – WITF-TV 33
- Philadelphie – WPPT 35 (PBS39 Extra)
- Pittsburgh – WQED 13
- Scranton – WVIA-TV 44 (VIA TV)

## Rhode Island
- Providence - WSBE-TV 36 (PBS de Rhode Island)

## Caroline du Sud
- Télévision éducative de Caroline du Sud (SCETV) – diffusion simultanée dans tout l'État sur 11 stations :
  - Allendale (Augusta, Géorgie) – WEBA-TV 14
  - Beaufort – WJWJ-TV 16
  - Charleston – WITV7
  - Colombia – WRLK-TV 35
  - Conway – WHMC-TV 23
  - Florence – WJPM-TV 33
  - Greenville – WNTV 29
  - Greenwood – WNEH 38
  - Rock Hill (Charlotte, Caroline du Nord) – WNSC-TV 30
  - Spartanburg – WRET-TV 49
  - Sumter – WRJA-TV 27

## Dakota du Sud
- South Dakota Public Broadcasting (SDPB) – diffusion simultanée dans tout l'État sur neuf stations :
  - Aberdeen – KDSD-TV 16
  - Brookings – KESD-TV 8
  - Eagle Butte – KPSD-TV 13
  - Lowry – KQSD-TV 11
  - Martin – KZSD-TV 8
  - Pierre – KTSD-TV 10
  - Rapid City – KBHE-TV 9
  - Sioux Falls – KCSD-TV 23
  - Vermillon – KUSD-TV 2

## Tennessee
- Chattanooga – WTCI 45
- Cookeville – WCTE22
- East Tennessee PBS – diffusion simultanée régionale sur deux stations :
  - Knoxville – WKOP-TV 15
  - Sneedville (Tri-Cities, Tennessee/Virginie) – WETP-TV 2
- Lexington – WLJT-DT 11
- Memphis – WKNO10
- Nashville – WNPT 8 (Télévision publique de Nashville)

## Texas
- Amarillo – KACV-TV 2 (Panhandle PBS)
- Austin – KLRU 18 (Austin PBS)
- College Station (Waco) – KAMU-TV 12
- Corpus Christi – KEDT 16
- Dallas (Fort Worth) – KERA-TV 13
- El Paso – KCOS 13 (PBS El Paso)
- Houston – KUHT 8 (Médias publics de Houston)
- La Feria (Vallée du Rio Grande) – KCWT-CD 21.4 (diffuse le programme national PBS)
- Lubbock – KTTZ-TV 5 (médias publics PBS Texas Tech)
- Midland – Odessa – KPBT-TV 36 (Bassin PBS)
- San Antonio – KLRN9

## Utah
- PBS Utah – diffusion simultanée dans tout l'État sur trois stations :
  - Richfield – KUES 19
  - Salt Lake City – KUED7
  - Saint-George – KUEW 18

## Vermont
- Vermont Public – diffusion simultanée dans tout l'État sur quatre stations :
  - Burlington – WETK33
  - Rutland – WVER 28
  - Saint-Johnsbury – WVTB 20
  - Windsor – WVTA 41

## Virginie
- Norfolk – WHRO-TV 15
- Télévision publique Blue Ridge -
  - Roanoke – WBRA-TV 15 (Blue Ridge PBS)
  - Bristol - PBS Appalaches Virginie (PBS Appalaches Virginie)
- Virginia Public Media – diffusion simultanée régionale sur cinq stations :
  - Richmond – WCVE-TV 23
    - Charlottesville – WHTJ 41 (satellite de WCVE-TV)
    - Staunton (Harrisonburg) – WVPT 51.1 (satellite de WCVE-TV)

  - Richmond – WCVW 57 (VPM Plus ; station ATSC 3.0)
    - Nouveau marché – WVPY 51.2 (satellite de WCVW)

## Washington
- Télévision publique du Nord-Ouest
  - Pullman – KWSU-TV 10
  - Richland – KTNW 31
- Seattle – KCTS-TV 9 (PBS en cascade)
  - Yakima – KYVE 47 (satellite du KCTS)
- Spokane – KSPS-TV 7
- Tacoma – KBTC-TV 28
  - Centralia – KCKA 15 (satellite de KBTC)

## Virginie occidentale
- West Virginia Public Broadcasting – diffusion simultanée dans tout l’État sur trois stations :
  - Grandview (Bluefield - Beckley) – WSWP-TV 9
  - Huntington -WVPB-TV 33
  - Morgantown – WNPB-TV 24

## Wisconsin
- Milwaukee – WMVS 10 / WMVT 36 (Milwaukee PBS)
- PBS Wisconsin – diffusion simultanée dans tout l'État sur six stations
  - Green Bay (Appleton /nord-est du Wisconsin) – WPNE-TV 38
  - La Crosse – WHLA-TV 31
  - Madison – WHA-TV 21
  - Menomonie (Eau Claire) – WHWC-TV 28
  - Park Falls – WLEF-TV 36
  - Wausau – WHRM-TV 20

## Wyoming
- Wyoming PBS – diffusion simultanée dans tout l'État sur trois stations :
  - Casper – KPTW6
  - Lander (Riverton) – KCWC-DT 4
  - Laramie (Cheyenne) – KWYP-DT 8

## Territoires américains

### Samoa américaines
- Pago Pago, Samoa américaines : KVZK-TV 7

### Guam/Îles Mariannes du Nord
- Hagåtña : KGTF 12 (PBS Guam)

### Porto Rico
- San Juan - WIPR-TV 6
- Mayagüez - WIPM-TV 3 (satellite de WIPR-TV)
- Fajardo – WMTJ 40 (Sistema TV)
- Ponce – WQTO 26 (satellite de WMTJ)

### Îles Vierges américaines
- Saint-Thomas : WTJX-TV 12

## Liste des affiliés de Create TV (par État américain)
La partie qui suit est une liste recensant les filiales de Create, un réseau de sous-chaînes de télévision éducatives à but non lucratif  de PBS. La liste est classée en fonction de l'ordre alphabétique des États et de la ville de licence de la station et est suivie, entre parenthèses, de la zone de marché désignée et lorsqu'elle est différente de la ville de licence. Dans la plupart des cas, il s'agit de leur numéro de canal virtuel .

### Alabama
- Télévision publique de l'Alabama [3]
  - Birmingham – WBIQ 10.3
  - Demopolis – WIIQ 41.3
  - Dozier - WDIQ 2.3
  - Florence – WFIQ 36.3
  - Huntsville – WHIQ 25.3
  - Louisville – WGIQ 43.3
  - Mobile – WEIQ 42.3
  - Montgomery – WAIQ 26.3
  - Mont Cheaha – WCIQ 7.3

### Alaska
- Anchorage – KAKM 7.2
  - Juneau – KTOO-TV 3.2 (satellite de KAKM)
- Fairbanks – KUAC-TV 9.3

### Arkansas
- Arkansas PBS
  - Arkadelphia – KTG 9.2
  - El Ddorado – KETZ 12.2
  - Fayetteville – KAFT 13.2
  - Jonesboro – KTEJ 19.2
  - Little Rock – KETS 2.2
  - Mountain View – KEMV 6.2

### Californie
- Cotati (Région de la baie de San Francisco) – KRCB 22.2 [4]
- Eureka – KEET 13.3 (PBS Côte Nord)
- Los Angeles
  - KCET28.2
  - KLCS 58.3
- Redding (Chico) – KIXE-TV 9.2
- San Bernardino (Los Angeles) – KVCR-DT 24,4 (Empire KVCR)
- San Diego - KPBS 15.3
- Fresno – KVPT 18.3 (Vallée PBS)

### Colorado
- PBS des Montagnes Rocheuses
  - Denver – KRMA-TV 6.3
  - Durango – KRMU 20.3
  - Grand Jonction – KRMJ 18.3
  - Pueblo (Colorado Springs) – KTSC 8.3
  - Steamboat Springs – KRMZ 24.3

### Floride
- Fort Myers (Naples) – WGCU 30.3
- Gainesville – WUFT 5.2
- Jacksonville – WJCT 7.2
- Orlando – WUCF-TV 24.2
- Pensacola – WSRE 23.3
- PBS du sud de la Floride
  - Miami – WPBT 2.2
- Tallahassee – WFSU-TV 11.3
  - Panama City – WFSG 56.3 (satellite de WFSU-TV)
- Tampa – WEDU 3.6

### Géorgie
- Radiodiffusion publique de Géorgie (GPB)
  - Athens (Atlanta) – WGTV 8.2
  - Chatsworth – WNGH-TV 18.2
  - Cochran (Macon) – WMUM-TV 29.2
  - Colomb – WJSP-TV 28.2
  - Dawson – WACS-TV 25.2
  - Pelham (Albany) – WABW-TV 14.2
  - Savane – WVAN-TV 9.2
  - Waycross – WXGA-TV 8.2
  - Wrens (Augusta) – WCES-TV 20.2

### Idaho
- Télévision publique de l'Idaho
  - Boise – KAID 4.3
  - Coeur d'Alène – KCDT 26.3
  - Moscow – KUID 35,3
  - Pocatello – KISU 10.3
  - Twin Falls – KIPT 13.3

### Illinois
- Carbondale – WSIU-TV 8.3
- Chicago – WTTW 11.3 [5]
- Connaissance du réseau
  - Jacksonville – WSEC 14.3
  - Macomb -WMEC 22.3
  - Quincy -WQEC 27.3
- Peoria – WTVP 47.3
- Urbana – WILL-TV 12.3

### Indiana
- Bloomington – WTIU 30.3
- Evansville – WNIN 9.2
- Fort Wayne – WFWA 39.3 [6]
- Indianapolis – WFYI 20.3
- Muncie – WIPB 49.2
- Vincennes – WVUT 22.2

### Iowa
- PBS de l'Iowa
  - Council Bluffs (Omaha) – KBIN-TV 32.4
  - Davenport (Quad Cities, Illinois/Iowa) – KQIN 36,4
  - Des Moines – KDIN-TV 11.4
  - Fort Dodge – KTIN 21.4
  - Iowa City – KIIN 12.4
  - Mason City – KYIN 24.4
  - Red Oak – KHIN 36.4
  - Sioux City – KSIN-TV 27.4
  - Waterloo – KRIN 32,4

### Kansas
- Topeka – KTWU 11.3
- Wichita – KPTS 8.3
- Smoky Hills PBS
  - Dodge City -KDCK 21.3
  - Colby -KWKS 19.3
  - Hays – KOOD 9.3
  - Lakin – KSWK 3.3

### Kentucky
- Bowling Green – WKYU-TV 24.2

### Louisiane
- Nouvelle-Orléans – WYES-TV 12.3
- Radiodiffusion publique de Louisiane (LPB)
  - Alexandria – KLPA-TV 25.3
  - Bâton Rouge – WLPB-TV 27.3
  - Monroe – KLTM-TV 13.3
  - Lafayette – KLPB-TV 24.3
  - Lac Charles – KLTL-TV 18.3
  - Shreveport – KLTS-TV 24.3

### Maine
- Réseau de radiodiffusion publique du Maine (MPBN)
  - Augusta – WCBB 10.2
  - Biddeford (Portland) – WMEA-TV 26.2
  - Calais – WMED-TV 13.2
  - Orono (Bangor) – WMEB-TV 12.2
  - Presque Isle – WMEM-TV 10.2

### Maryland
- Télévision publique du Maryland (MPT)
  - Annapolis – WMPT 22.2
  - Baltimore – WMPB 67.2
  - Frederick – WFPT 62.2
  - Hagerstown – WWPB 31.2
  - Oakland – WGPT 36.2
  - Salisbury – WCPB 28.2

### Massachusetts
- Boston – WGBX-TV 44.4
- Springfield – WGBY-TV 57,4

### Michigan
- Bad Axe (Flint - Saginaw - Bay City) – WDCQ-TV 19.3 (Q-TV)
- Télévision publique CMU
  - Alpena – WCML-TV 6.2
  - Cadillac – WCMV-TV 27.2
  - Manistee – WCMW-TV 21.2
  - Mont Pleasant – WCMU-TV 14.2
- Détroit – WTVS 56.3 (Télévision publique de Détroit)
- East Lansing – WKAR-TV 23.3
- Radiodiffusion publique de l'ouest du Michigan
  - Grand Rapids – WGVU-TV 35.3
  - Kalamazoo – WGVK-TV 52.3 (satellite de WGVU-TV)

### Minnesota
- Austin (Rochester) – KSMQ-TV 15.3
- PBS de Lakeland
  - Bemidji – KAWE 9.4
  - Brainerd – KAWB 22.4

- WDSE / WRPT PBS
  - Duluth -WDSE 8.3
  - Hibbing – WRPT 31.3
- PBS pionnier
  - Appleton -KWCM-TV 10.2
  - Worthington – KSMN-TV 20.2

### Mississippi
- Radiodiffusion publique du Mississippi (MPB)
  - Biloxi – WMAH-TV 19.3
  - Booneville – WMAE-TV 12.3
  - Bude – WMAU-TV 17.3
  - Greenwood – WMAO-TV 23.3
  - Jackson – WMPN-TV 29.3
  - Meridian – WMAW-TV 14.3
  - Oxford – WMAV-TV 18.3
  - Starkville – WMAB-TV 2.3

### Missouri
- Kansas City – KCPT 19.3
- Saint-Louis – KETC 9.4
- Sedalia (Colombie) – KMOS-TV 6.2
- Télévision publique Ozarks
  - Joplin -KOZJ 26.3
  - Springfield -KOZK 21.3

### Montana
- Montana PBS
  - Bozeman -KUSM 9.3
  - Helena – KUHM-TV 10.3
  - Missoula – KUFM-TV 11.3
  - Billings – KBGS-TV 16.3
  - Great Falls – KUGF-TV 21.3
  - Kalispell – KUKL-TV 46.3

### Nebraska
- Médias publics du Nebraska
  - Alliance – KTNE-TV 13.3
  - Bassett – KMNE-TV 7.3
  - Hastings – KHNE-TV 29.3
  - Lexington – KLNE-TV 3.3
  - Lincoln – KUON-TV 12.3
  - Merriman – KRNE-TV 12.3
  - Norfolk – KXNE-TV 19.3
  - Platte Nord – KPNE-TV 9.3
  - Omaha – KYNE-TV 26.3

### Nevada
- Las Vegas – KLVX 10.2 (Vegas PBS)
- Reno - KNPB 5.2 (PBS Reno)

### New Hampshire
- PBS du New Hampshire
  - Durham – WENH-TV 11.4
  - Keene – WEKW-TV 11.4
  - Littleton – TV WLED 11.4

### Nouveau Mexique
- Albuquerque – KNME-TV 5.5

### New York
- Binghamton – WSKG-TV 46.3
- Buffalo – WNED-TV 17.2
- Garden City (Long Island) – WLIW 21.2
- Rochester – WXXI-TV 21.3
- Schenectady (Albany) – WMHT 17.2
  - WCWN - (diffusion simultanée ATSC 3.0)
- Syracuse (Centre de New York) – WCNY-TV 24.2
- Watertown – WPBS-TV 16.2
  - Norwood – WNPI-DT 18.2 (satellite de WPBS-TV)

### Ohio
- Bowling Green – WBGU-TV 27.3
- Cincinnati – WCET 48.2
- Columbus – WOSU-TV 34.3
- Cleveland – WVIZ 25.4
- Toledo – WGTE-TV 30.3

### Oklahoma
- Autorité de télévision éducative de l'Oklahoma
  - Cheyenne – KWET 12.3
  - Eufaula -KOET 3.3
  - Oklahoma City – KETA-TV 13.3
  - Tulsa – KOED-TV 11.3

### Pennsylvanie
- Allentown – WLVT-TV 39.2
- Clearfield (Altoona - Johnstown) – WPSU-TV 3.2
- Érié – WQLN 54.2
- Pittsburgh – WQED 13,2
- Scranton – WVIA-TV 44.3

### Caroline du Sud
- Télévision éducative de Caroline du Sud
  - Allendale (Augusta, Géorgie) – WEBA-TV 14.2
  - Beaufort – WJWJ-TV 16.2
  - Charleston – WITV 7.2
  - Colombia – WRLK-TV 35.2
  - Conway – WHMC-TV 23.2
  - Florence – WJPM-TV 33.2
  - Greenville – WNTV 29.2
  - Greenwood – WNEH 38.2
  - Rock Hill (Charlotte, Caroline du Nord) – WNSC-TV 30.2
  - Spartanburg – WRET-TV 49.2
  - Sumter – WRJA-TV 27.2

### Dakota du Sud
- Radiodiffusion publique du Dakota du Sud
  - Aberdeen – KDSD-TV 16.3
  - Brookings – KESD-TV 8.3
  - Eagle Butte – KPSD-TV 13.3
  - Lowry – KQSD-TV 11.3
  - Martin – KZSD-TV 8.3
  - Pierre – KTSD-TV 10.3
  - Ville rapide – KBHE-TV 9.3
  - Sioux Falls – KCSD-TV 23.3
  - Vermillon – KUSD-TV 2.3

### Tennessee
- Chattanooga – WTCI 45.2
- Cookeville – WCTE 22.3
- PBS de l'Est du Tennessee
  - Knoxville – WKOP-TV 15
  - Sneedville (Tri-Cities, Tennessee/Virginie) – WETP-TV 2.3
- Lexington – WLJT-DT 11.3
- Nashville – WNPT 8.4

### Texas
- Amarillo – KACV-TV 2.3
- Austin - KLRU 18.2
- College Station (Waco) – KAMU-TV 12.2
- Corpus Christi – KEDT 16.2
- Dallas (Fort Worth) – KERA-TV 13.3
- El Paso – KCOS 13.3
- Houston – KUHT 8.2
- Lubbock – KTTZ-TV 5.2
- San Antonio – KLRN 9.3

### Utah
- PBS Utah
  - Richfield – KUES 19.4
  - Salt Lake City – KUED 7.4
  - Saint-George – KUEW 18.4

### Vermont
- Public du Vermont
  - Burlington – WETK33.3
  - Rutland – WVER 28.3
  - Saint-Johnsbury – WVTB 20.3
  - Windsor – WVTA 41,3

### Virginie
- Norfolk – WHRO-TV 15.4
- Télévision publique Blue Ridge
  - Roanoké – WBRA-TV 15.4
  - Bristol - PBS Appalaches Virginie
- Médias publics de Virginie
  - Richmond – WCVE-TV 23.2
    - Charlottesville – WHTJ 41.5 (satellite de WCVE-TV)
    - Staunton (Harrisonburg) – WVPT 51.3 (satellite de WCVE-TV)

### Washington
- Télévision publique du Nord-Ouest
  - Pullman – KWSU-TV 10.2
  - Richland – KTNW 31.2
- Seattle – KCTS-TV 9.3
  - Yakima -KYVE 47.3
- Spokane – KSPS-TV 7.3

### Wisconsin
- Milwaukee - WMVS 10.2
- PBS Wisconsin
  - Green Bay (Appleton /nord-est du Wisconsin) – WPNE-TV 38,3
  - La Crosse – WHLA-TV 31.3
  - Madison – WHA-TV 21.3
  - Menomonie (Eau Claire) – WHWC-TV 28.3
  - Park Falls – WLEF-TV 36.3
  - Wausau – WHRM-TV 20.3

### Wyoming
- WyomingPBS
  - Casper -KPTW 6.3
  - Atterrisseur (Riverton) – KCWC-DT 4.3
  - Laramie (Cheyenne) – KWYP-DT 8.3

## Anciennes stations membres

### PBS
- Provo, Utah: KBYU-TV 11 (October 5, 1970 – July 2, 2018; now runs BYUtv in full)
- Tacoma, Washington: KCPQ 13 (January 4, 1976 – February 29, 1980; commercial license; has been a Fox affiliate since 1986, owned directly by the network since 2020)
- San Mateo, California: KCSM-TV 60 (now KPJK 60) (October 5, 1970 – July 14, 2009; now non-commercial independent)
- Denton, Texas: KDTN 2 (September 1, 1988 – January 13, 2004; now flagship station for Daystar)
- Waco, Texas: KDYW 34 (October 5, 1970 – July 1, 2010; now defunct)
- Harlingen, Texas: KMBH 38 (now KFXV 38) (May 5, 1982 – July 13, 1983; October 8, 1985 – 2016; commercial license; currently a Fox affiliate since 2020)
- Provo, Utah: KLOR-TV (defunct)
- Waco, Texas: KNCT 46 (commercial license; October 5, 1970 – August 31, 2018; Silent network from August 31, 2018 – January 1, 2019; now a CW affiliate since January 2, 2019)
- Ogden, Utah: KOET 9 (December 5, 1960 – Summer 1973; defunct)
- Seattle, Washington: KPEC-TV (defunct)
- San Francisco, California: KQEC 32 (now KMTP-TV 32) (October 5, 1970 – May 11, 1988; independent)
- Oklahoma City, Oklahoma: KTLC 43 (now KAUT-TV 43) (April 23, 1991 – January 18, 1998; commercial license; became an affiliate of UPN, MyNetworkTV in 2006, and independent in 2012, currently an O&O CW station since 2023)
- Logan, Utah: KUSU-TV (defunct)
- Salem, Oregon: KVDO-TV
- Ogden, Utah: KWCS-TV 18 (October 11, 1960 – July 1971; merged with KOET)
- Washington, District of Columbia: W14AA 22 (now WMDO-CD 47) (December 27, 1976 – June 6, 1981; commercial license; became an affiliate of Univision, and UniMás in 2001)
- St. John, Indiana: WCAE 50 (defunct, license still active as WYIN)
- Flint, Michigan: WCMZ-TV 28 (August 23, 1980 – April 23, 2018; defunct)
- Daytona Beach, Florida: WDSC-TV 15 (independent since 2011)
- Berlin, New Hampshire: WEDB-TV
- Cocoa, Florida: WEFS 68 (now WBCC 68) (independent since 2012)
- Newark, Ohio: WGSF (defunct)
- Hanover, New Hampshire: WHED-TV
- New Orleans, Louisiana: WLAE-TV 32 (owned by the Archdiocese of New Orleans; independent since 2013)
- Schenectady, New York: WMHX/WMHQ 45 (now WCWN 45) (commercial license; became an affiliate of The WB in 1999, and The CW in 2006)
- Walker Mountain, Virginia: WMSY-TV
- Buffalo, New York: WNEQ-TV 23 (now WNLO 23) (commercial license transferred from WNED-TV to sell station; became an affiliate of UPN in 2003, and The CW in 2006)
- Culpeper, Virginia: WNVC 41 (currently a World Channel member station since 2020)
- Spotsylvania Courthouse, Virginia: WNVT 23 (currently a World Channel member station since 2020)
- New York, New York: WNYC-TV 31 (now WPXN-TV 31) (commercial license formerly municipally-owned; currently an O&O Ion Television station since 1998)
- New York, New York: WNYE-TV 25 (October 5, 1970 – December 2004; non-commercial independent since 2004)
- Portsmouth, Ohio: WPBO-TV 42 (former satellite of WOSU-TV, defunct)
- Pittsburgh, Pennsylvania: WQEX 16 (now WINP 16) (commercial license; currently an O&O Ion Television station since 2011)
- High Knob, Virginia: WSBN-TV
- Tampa, Florida: WUSF-TV 16 (defunct as of 2017)
- Chicago, Illinois: WYCC 20 (February 17, 1983 – November 27, 2017; now defunct as of 2022)